# Медина (Толна)
Медина (мађ. Medina) је село у Мађарској, у Тољанској жупанији. Медина потпада под Сексардски округ.
Медина је важна као једно од 20-ак места у Мађарској са постојећом српском мањинском самоуправом. У селу постоји Српска православна црква, посвећена Светој Тројици.

## Природне одлике
Медина се налази у средишњој Мађарској, у историјској области Толна.
Насеље је положено на месту где панонска равница прелази у прва побрђа (100 метара надморске висине). Величина сеоског атара је 22,24 km2.

## Историја Срба у месту
Срби су у насељу присутни још од средњег века, али је њихов број посебно нарастао после Велике сеобе.
У Медини је 1745. године издвајано 8 ф. за издржавање српске школе.
Подаци о првобитној српској православној цркви су из 1720. године. Мада су црквене матице заведене 1777. године, маесно православно парохијско звање је основано 1879. године. Садашња црква је грађена 1856. године у центру села и посвећена празнику Силазак Св. Духа или Духови. Та црква је 1905. године споља у лошем а изнутра у добром стању. И црквена порта је неуређена у лошем стању. Има српско православно гробље. Иконостас храма је осликао средином 19. века иконописац Арсеније Видак.
Село Медина се налазило у Толњанској жупанији и српско становништво је током 18-19. века расло. Тако је 1731. године ту било 19 српских православних домова. У 1796. години забележено је 209 српских православних душа. Њихов број је 1890. године износио 270 што представља повећање за 61 особу.
Пренумерант једне српске књиге био је 1808. године администратор мединске парохије, поп Михаил Радмановић. Руски историјски роман о опсади Севастопоља, преведен на српски језик купили су претплатом 1857. године: поп Срсеније Десанчић парох и Василије Милиновић учитељ.
По Витковићевом извештају 1867. године у Медини је било 286 православних Срба.
Умро је 1888. године поп Арсеније Десанчић медински парох и месни школски управитељ. Родом је био из Ланчуга, а каријеру је почео као ђакон и учитељ, а затим пуних 50 година служио као свештеник у мединској парохији. Био је тачан и строг нарочито у цркви при богослужењу и при молитви; "ту се није смео мрднути нитко од присутних у храму". Своју библиотеку је поклонио месној школи. За његово време и његовом заслугом је сложно са народом садашњу велику цркву подигао. Стекао је због људских врлина и заслуга право да носи црквен појас. Није му се испунила жеља да и школско здање ново изгради. Расписан је у лето 1895. године стечај за упражњено место пароха у парохији шесте платежне класе Медини-Рацкозару. Године 1905. се каже да парохијом администрирају калуђери Грабовачки, а тада је био јеромонах Лаврентије Томић.
Српска школа у Медини је 1865. године била претлатник "Школског листа". Школски оглас за мединску народну школу нудио је кандидату за учитеља основну годишњу плату од 84 ф, остало је било у натури, рачунајући стан и огрев. Тада је постављен учитељ Богољуб Ћосић, који је завршио четири разреда гимназије у Осијеку, Сомборску препарандију и Карловачку богословију. Између 1880-1883. године учитељ у Медини био је Димитрије Радић (умро). Општина Медина године 1896. нема српску школу уређену по закону. Месни учитељ 1899. године био је Ђорђе Сабадош, а умировљен је 1903. године. Расписан је 1902. године стечај за упражњено место учитеља, у српској основној школи у Медини. Његове дужности су биле прописане школском уредбом из 1872. године. Следовала му је основна годишња плата 84 к од црквене општине, 80 к од политичке општине остало је био депутат - у натури: 12 мерова жита, 12 мерова ражи, 16 мерова јечма, четири ланца земље од пофторне школе "на уживање" и поред осталих ситних такси, као куриозитет још по ученику "један осмак жита конопљиште, клејиште и купусиште". Било је ту много посла за учитеља, и то не само наставног! Услове су потписали председник Школског одбора Лука Шимуновић и администратор парохије поп Лукијан Михајловић (од 1898). По извештају из 1905. године ту ради српска народна школа у једном здању. Учитељица је Даринка Шешевићева, родом из Сомбора, која је ту 2,5 године. Редовну наставу похађа 39 ђака, а у недељну школу иде 14 ученика старијег узраста.

## Двадесети век
Године 1905. Медина је велика општина у Ђенкошком срезу, Толнанске жупаније. Ту живи 1565 становника у 310 домова. Мађари доминирају, а Срба је мало; има 293 православне душе (или 18%) са 58 кућа. Од српских јавних здања ту су православна црква и народна школа. У месту је тада српска црквена општина, скупштина је редовна под председништвом Ђурђа Козића. Парохија је најниже шесте платежне класе, има парохијски дом али сесије нема. Ипак ту припада половина парохијске сесије из Рац козара од 13 кј. земље. Црквено-општински посед је 17 кј. земље.
После Првог светског рата већи део Срба се иселио у српске делове новоформиране Краљевине Срба, Хрвата и Словенаца. У Београд су 1922. године стигла четири мештанина Медине, и обратили се лично Министарству аграрне реформе. Тражили су да им се дозволи колективно пресељење у околину Вршца. Њих у Медини има 300 душа, и сви су рад да се селе. Хтели су да им се омогући да купе неко имање од 1200 јутара у Банату, где би они живели. По њима је тада у Мађарској остало још само 26.000 Срба староседеоца.
Почетком 21. века опстала је српска црква у центру насеља. Постоји и српско православно гробље на јужном ободу Медине, у лошем стању. Власништво је српске црквене општине и скромног је значаја, са споменицима од 20. века. Мало је споменика из друге половине 19. века, и што је карактеристично за Медину, има мноштво дрвених крстова офарбаних мотива у црвено и црно. Централни крст је пренет ту из Баје, из тамошњег бившег српског гробља, крајем 19. века. Године 2019. у Медини делује Самоуправа Срба чија је председница Наталија Сокић.

## Становништво
Према подацима из 2013. године Медина је имала 769 становника. Последњих година број становника опада.
Претежно становништво у насељу чине Мађари римокатоличке вероисповести. Мањине су Срби и Роми.